# ウエス
ウエスとは、機械類の油を拭き取ったり、汚れ・不純物などを拭き取ってきれいにするために用いる布である。

## 概要
ウエスの語源は、Waste（英語ウェイスト：無駄・くず・ぼろ・廃棄物）で、これが訛ってウエスと呼ばれるようになった。一般に「ウエス」は機械器具類の清掃に用いられる布切れを指すが、一口にウエスといっても用途、素材、色、厚み、大きさなどによって様々な種類がある。
主として、一般の家庭から回収された衣料の中からウエスに適したものを選別し、古着や古布を再利用（再使用）して生産される。基本的には綿素材のものが選ばれる。古着や古布を用いるのは、古布の方が油をよく吸う性質があるからである。
かつて、ウエスは欧米向けの主力輸出商品であり、1935年（昭和10年）の統計では日本の主要輸出品目第10位に位置していた。その後も、戦後の混乱期を除き高度成長期までウエス業は盛んだったが、日本での生産費用が上昇し、欧米でもウエス製造が始まったため、ウエス製造は行われていない。
ただし工業用のそれを別とすると、機械全般に使用するものとしては専用に作られたものが使われ、これがウエスと呼ばれることもある。こういった専用のものでは、用途に合わせて様々な生地・原料によって作られ、色々なサイズがある。こと精密機械や光学機器を拭く場合には繊維クズが出るとこれら機器に悪影響があるため、この繊維クズが出ないパルプでできたウエスや不織布も見られる。
古着などを原料とするウエスでは、工業需要分野で適当な大きさに裁断されたものが袋詰めされた状態で流通・販売されているが、専用のものでは一定数を束ねた状態ないし単体で包装されたものが流通している。

## ウエスの種類
以下、バージンウエスとリサイクルウエスだが、新品ウエスとリサイクルウエスとも呼ばれる。100%バージンコットンメリヤスウエスが、再利用されてリサイクル品となり、リサイクルメリヤス、リサイクル布、または天然パルプ、不織布へ、原料が移り変わって行くことが考えられる。

### バージンウエス（広義）
アパレル業界にて、製造した布を裁断した端切れを原料として使用する場合もあるが、これはいわゆる「バージン」として分類される。端切れを一定の形に更に裁断して使用する。
また、はじめからウエスまたは布を製造するため、コットンから糸をつむいで布を編む専用のラインを持つ工場が国内外にはあるが、コットン原料の供給に関して、日本はこれを中国に依存している。本来であれば、糸をつむぎ、布を編み、ウエスとする。これを以て“バージンウエス”と、呼ぶべきであるが（狭義）、実際には未使用の程度により、リサイクル布とバージン布を区別している。（“バージンウエス”は必ずしもウエス用に作られたものではない。余剰品ないしは、副産物もある可能性がある。）
製造工程にて布を漂白する場合があるが、新品ウエスの吸水性をなくす（撥水する）可能性が高い。そのため、漂白後に必ず洗浄が必要となる。漂白は清潔感のある白を再現させるためであるが、コスト高となるため、生成りも商品として存在する。
- バージンウエス - これらの再生品が、下記リサイクルウエスともなる。
  - コットン100%（メリヤス生地）
  - コットン100%（スムス生地）
  - 紙（ペーパー）ウエス - 天然パルプ繊維生地で植物繊維を主体として作られる。通常1組が3～4枚重ねになっている。布製のウエスと違い、使い捨てを前提として使用されている。未晒しと呼ばれる木材本来の茶色もしくはクリーム色をしたウエスと、脱色加工（晒し）を施した白いウエスがある。
  - 精密機械用や吸水力が高いウエス
  - 不織布ウエス - 紙オムツや衛生用品などのために作られた不織布を有効利用。素材はコットン、レーヨン、テンセルの混合または単体。

### リサイクルウエス
原材料がアパレル業界（衣料）から出てくることまでは同じであるが、既に使用した衣料で、それらを焼却処分するのではなく、布として再利用して原料とする。また、一旦ウエスとして使用されたものを再収集し、再利用して原料とする場合もある。
- 浴衣、ガウン、枕カバー、シーツなどを洗浄、殺菌、消毒して原料とする平織り生地
- タオルを洗浄、殺菌、消毒して原料とするタオル生地
- スウェットをそのまま洗浄、殺菌、消毒して原料とするスウェット生地
- バージンメリヤスの中古を洗浄、殺菌、消毒して原料とするメリヤス生地
- リネンサプライの払い下げ品など
- 再生パルプ生地

など、原料の選別は多様である。洗浄、殺菌、消毒は、原料が古着、中古であることから、必然であり、コストを抑えるべき箇所ではない。漂白には注意が必要である。最終的に、製品が衣類や玩具に戻ってしまう可能性もあり、金属探知機での検針も出荷前に行うべきであり、コストを抑えるべき箇所ではない。